# Jacques Doublet
Jacques Doublet fue un historiador y benedictino nacido en Francia en 1560 y fallecido en 1648.
El mismo estilo se ofrece practicado en los privilegios del emperador D. Alonso el VI, su hijo, como se reconoce de tres despachados en la misma forma; el primero a favor del Monasterio de Cluni en fecha del año 1153, en el que le hace donación de la iglesia de San Vicente de Salamanca, que entero publicó Andrés Duschene en su Biblioteca Cluniacense; el segundo del año 1156, incorporado por Jacques Doublet en las Antigüedades de la Abadía de San Dionis de París, en que la concede la villa de Fornelos y de que produce parte en los mismos caracteres Góticos u Longobardos, en que permanece escrito su original (cita sacada de la obra Memorias históricas del rey D. Alonso el Sabio y observaciones de su Crónica, escrita por Don Gaspar Ibáñez de Segovia, Peralta y Mendoza, marqués de Mondejar; Madrid: J. Ibarra, 1777)

## Biografía
Jacques abrazó la Orden de San Benito y se hizo monje, y murió en su Orden siendo dean de la abadía de San Dionisio a la edad de 88 años.
Como historiador dejó escrita una obra de antigüedades de la abadía de San Dionisio en Francia, historia de la iglesia de San Esteban de los griegos y sus peculiaridares y la historia de San Dionisio el aeropagita, que si bien carecen de crítica, prueban la laboriosidad y las sanas máximas de Doublet.

## Obras
- Historia cronológica por la verdad de San Dionisio el areopagita, apóstol de Francia y primer obispo de París, París, 1646, en 4º.
- Historia de la abadía de San Dionisio de Francia, que contiene las antigüedades de la misma, París, 1625, 2 tomos en 4º (mejoró esta obra posteriormente Michel Félibien con su historia de la abadía citada)
- Historia de la muy antigua iglesia de San Estéban de los griegos y de las singularidares de esta iglesia, París, 1648, en 8º.
- Vida de San Estéban arcediano de Sens.